# Zaya
Zaya [cája] (česky zastarale Sajava) je malá řeka v Dolních Rakousích v oblasti Weinviertel na severovýchodě Rakouska. Je 50 km dlouhá a překonává výškový rozdíl 230 m.

## Průběh toku
Pramení jižně od osady Klement v Leiser Berge a protéká od západu k východu obcemi Ernstbrunn, Gnadendorf, Asparn an der Zaya, Mistelbach, Wilfersdorf, Hauskirchen, Neusiedl an der Zaya, Dobermannsdorf, Ringelsdorf a u Drösingu ústí do Moravy, asi 8 km jižně od jejího soutoku s Dyjí. Řeka není regulovaná a způsobuje povodně zejména v lužních lesích.

## Využití
Údolím řeky byla mezi Asparnem a Dobermannsdorfem postavena železniční trať, osobní přeprava na ní však v současnosti není provozována.